# Християн Фелікс Бауер
Християн Фелікс Бауер (нім. Christian Felix Bauer, рос. Родион Христианович Баур; нар. 1667, Гузум, Гольштейн — пом. 1717, Україна) — військовий діяч, генерал від кавалерії, один з військових соратників Петра Першого.

## Життєпис
Християн Фелікс Бауер народився у 1667 році поблизу містечка Гузум, Гольштейн. Службу почав у війську німецької держави Мекленбург-Штреліц. Потім служив у прусській армії, де дослужився до звання капітан. Після дуелі був виключений з прусської армії. На початку Великої Північної війни звернувся до головнокомандувача шведської армії Отто Беллінґа, з проханням про прийняття на службу. Проходив службу, в званні ротмістра, у драгунському полку, який дислокувався в Лівонії.
У вересні 1700 року після битви під Нарвою перейшов на бік російської армії та був прийнятий Петром I на військову службу. Був підвищений у званні до майора та призначений командиром одного з драгунських полків.
Під командуванням Шереметєва у 1702 році брав участь в боях під Гуммельсгофе, при облозі Нієншанца, Тарту та Нарви. Підвищений до звання генерал-майор. У липні 1705 року Бауер захопив Мітаву. Допомагав Меншикову, в жовтні 1706 року, здобути перемогу в битві під Каліші.
У червні 1707 року після облоги Бауер здобув Бихів, за що отримав звання генерал-поручник. У серпень 1708 року завдав поразки біля села Раївка одній з колон шведської армії, яка переправлялася біля Могильова через Дніпро. Рухаючись за шведською армією, здійснив ряд ударів по ар'єргард. У подальшому кіннота Бауера успішно діяла в битві під Лісною, в результаті якого був вщент розгромлений корпус Адама Людвіга Левенгаупта.
Під час Полтавської битви Бауер командуючи частиною драгунських полків в бою за редути, успішно відбив всі атаки шведів, захопив 14 прапорів та штандартів, потім очолював кавалерію правого крила армії. Після битви брав участь у переслідуванні залишків армії супротивника до Переволочни. За Полтавську битву Петро I подарував Бауеру свій портрет, прикрашений діамантами, та земельні володіння. З осені 1709 року Бауер командував кавалерією в армії Шереметєва. У жовтень 1709 — червні 1710 років брав участь в облозі Риги. З 1711 року вів бойові дії проти шведів у Польщі та Данії.
У січні 1717 року Бауер призначений начальником дивізії в Україну, де і помер. Перед смертю отримав звання генерал від кавалерії.